# Луси, Лејди Даф-Гордон
Луси Христијана, Лејди Даф-Гордон (енгл. Lucy Christiana, Lady Duff-Gordon) је била модна креаторка крајем 19. и почетком 20. века и једна од преживелих путника с брода Титаник.
Рођена је 13. јуна 1863, у Лондону а умрла 20. априла 1935, такође у Лондону. У време потонућа је имала 49 година.